# Bisticeratops
Bisticeratops („rohatá tvář z Bisti“) byl rod rohatého dinosaura (ceratopsida), žijícího v období pozdní svrchní křídy na území dnešního státu Nové Mexiko v USA. Fosilie tohoto býložravého dinosaura byly objeveny v sedimentech geologického souvrství Kirtland (geologický věk kampán).

## Historie a význam
Objevena byla téměř kompletní lebka, po dlouhou dobu byl ale tento taxon označován jako nomen nudum. Typový a dosud jediný známý druh B. froeseorum byl formálně popsán v srpnu roku 2022. Identifikace tohoto taxonu dokládá, jak vysoká byla druhová rozmanitost a ekologická rozrůzněnost ceratopsidů v pozdně křídové Laramidii.
Mezi blízké vývojové příbuzné tohoto ceratopsida patřil například rod Sierraceratops.
Stejně jako jeho blízcí vývojoví příbuzní dosahoval i tento ceratopsid délky kolem 4,5 metru a při délce lebky zhruba 1,5 metru se jednalo o menšího až středně velkého ceratopsida.